# Pan Wilk
Pan Wilk (ros. Мистер Уолк, Mistier Uołk) – radziecki krótkometrażowy film animowany z 1949 roku w reżyserii Wiktora Gromowa. Historia oparta na podstawie utworu Jewgienija Pietrowa pt. „Wyspa pokoju” (Остров мира) oraz na karykaturach politycznych Borisa Jefimowa.
Film wchodzi w skład serii płyt DVD Animowana propaganda radziecka (cz. 1: Amerykańscy Imperialiści).

## Przesłanie
Nawet największe zachodnie gołębie pokoju zmieniają się w drapieżne jastrzębie wojenne, jeśli mogą zarobić duże pieniądze.

## Animatorzy
Jelizawieta Komowa, Tatjana Fiodorowa, Faina Jepifanowa, Ałła Sołowjowa, Walentin Łałajanc, Lew Pozdniejew, Grigorij Kozłow, Boris Pietin, Boris Czani, Władimir Danilewicz